# Liptovská Porúbka
Liptovská Porúbka (bis 1948 slowakisch „Porúbka“; ungarisch Kisporuba) ist eine Gemeinde im Norden der Slowakei mit 1233 Einwohnern (Stand 31. Dezember 2024), die zum Okres Liptovský Mikuláš, einem Teil des Žilinský kraj gehört und zur traditionellen Landschaft Liptau gezählt wird.

## Geographie

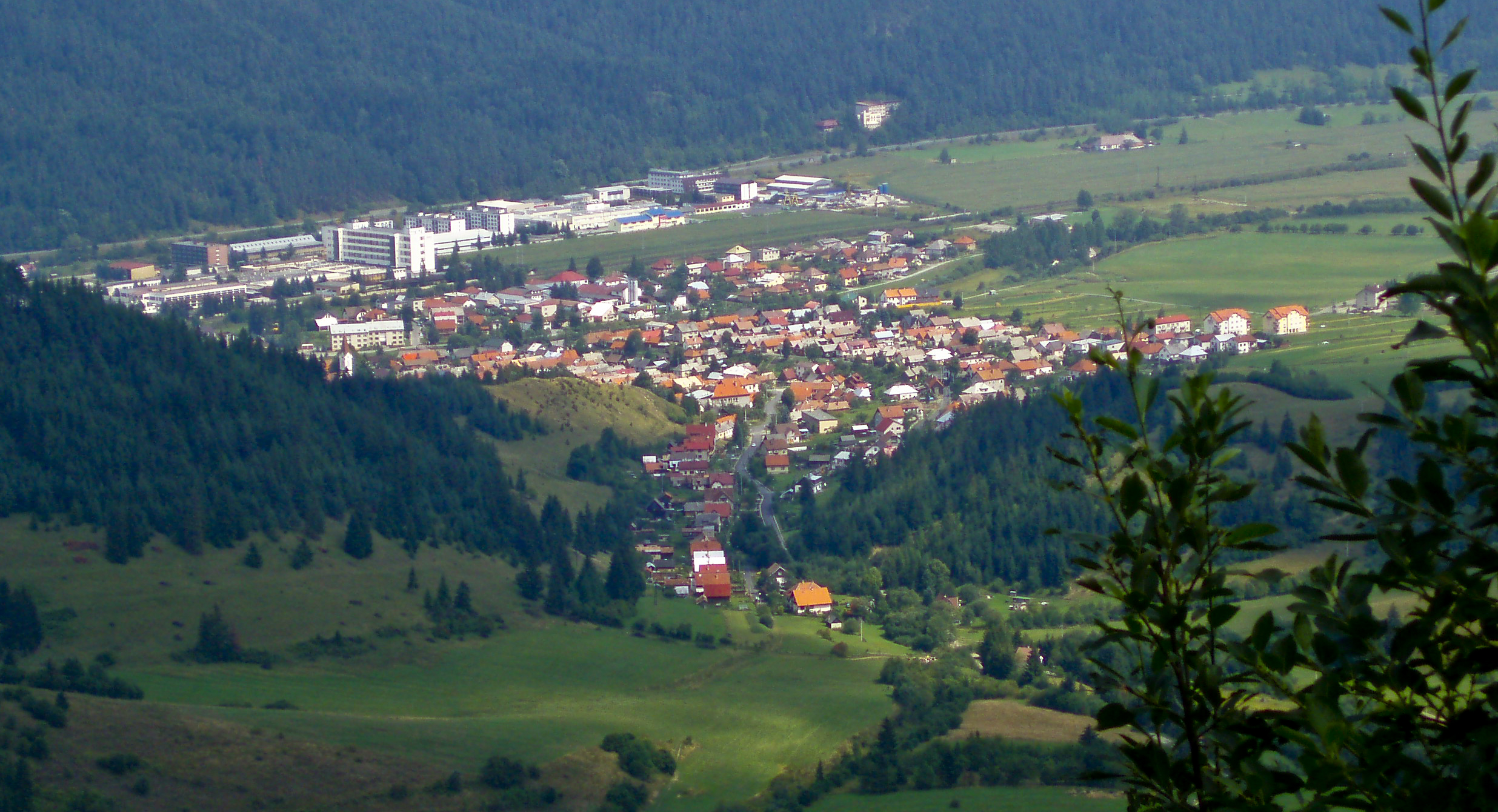
Blick auf den Ort

Die Gemeinde befindet sich in der Oberliptau, im Talkessel Podtatranská kotlina, genauer gesagt im Unterteil Liptovská kotlina am Nordhang der Niederen Tatra und am linken Ufer der Waag. Das knapp 42,16 km² große Gemeindegebiet liegt nur zu einem kleinen Teil im Talkessel, der Rest ist in der Niederen Tatra gelegen, im Osten bis zum Flüsschen Boca reichend. Bedeutende Berge auf dem Gemeindegebiet sind das Ohnište (1538 m n.m.) und die Rovná hoľa (1723 m n.m.) am südlichen Ende. Das Ortszentrum liegt auf einer Höhe von 649 m n.m. und ist zwei Kilometer von Liptovský Hrádok sowie 12 Kilometer von Liptovský Mikuláš entfernt.
Nachbargemeinden sind Liptovský Hrádok im Norden, Hybe und Kráľová Lehota im Osten, Malužiná im Südosten, Nižná Boca im Süden, Liptovský Ján und Uhorská Ves (über die Exklave Vislavce) im Westen (in der Niederen Tatra) und auf einem kurzen Abschnitt Podtureň im Nordwesten.

## Geschichte
Der Ort wurde zum ersten Mal 1377 als Crisonporuba schriftlich erwähnt, also als Dorf in einer Waldlichtung, das nach einem gewissen Crison (slowakisiert Križan) seinen Namen trug. Es gehörte zum Geschlecht Szentiványi aus dem nahen Liptovský Ján und wurde nach deutschem Recht gegründet. 1784 zählte man 68 Häuser und 878 Einwohner, 1828 schon 91 Häuser und 1.285 Einwohner, die in Landwirtschaft und als Flößer und Korbmacher beschäftigt waren. Im Rahmen der Revolution 1848/49 organisierte der örtliche Richter Michal Frniak Freiwillige für den Slowakischen Aufstand.

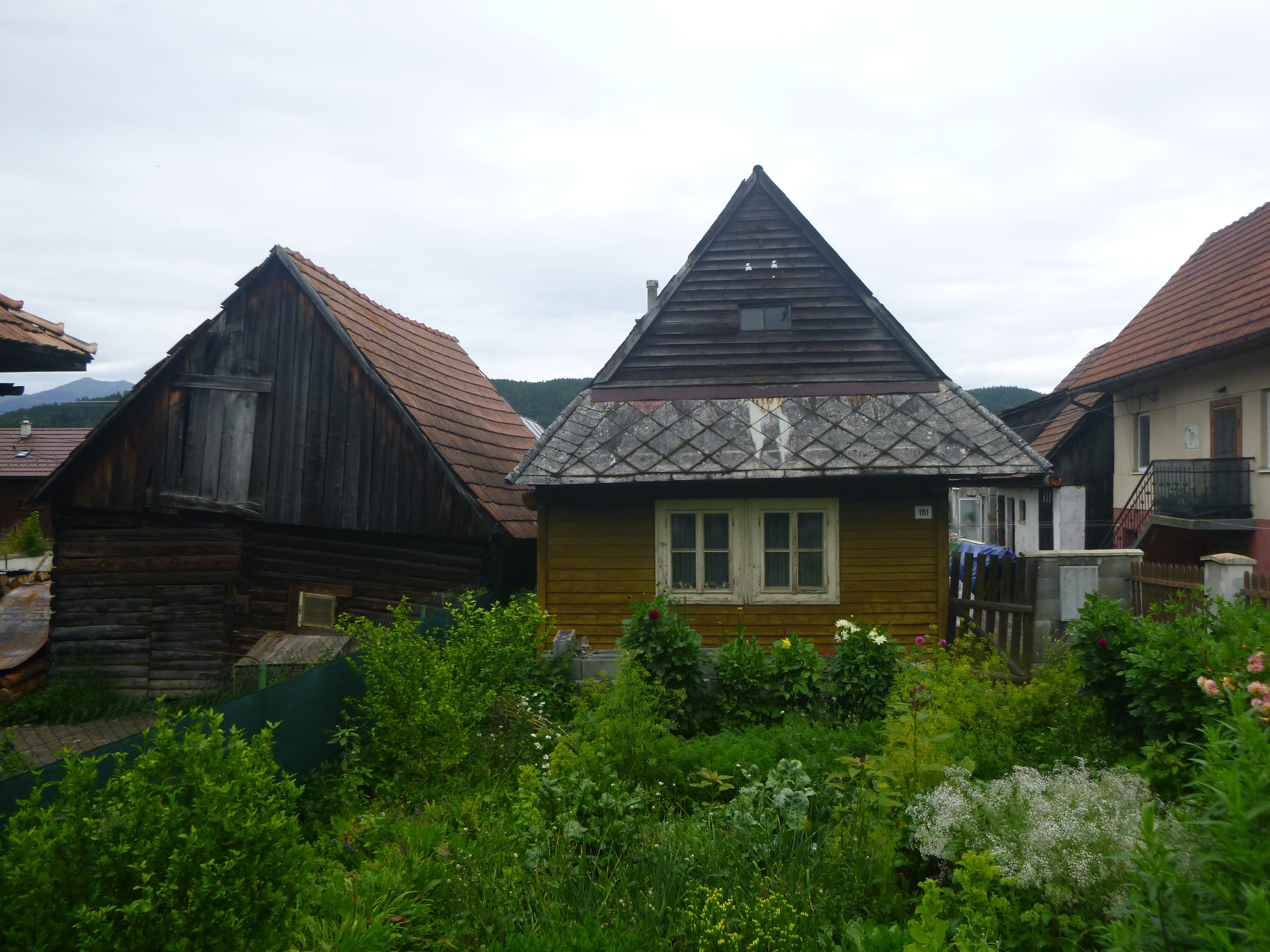
Alte Häuser im Dorf

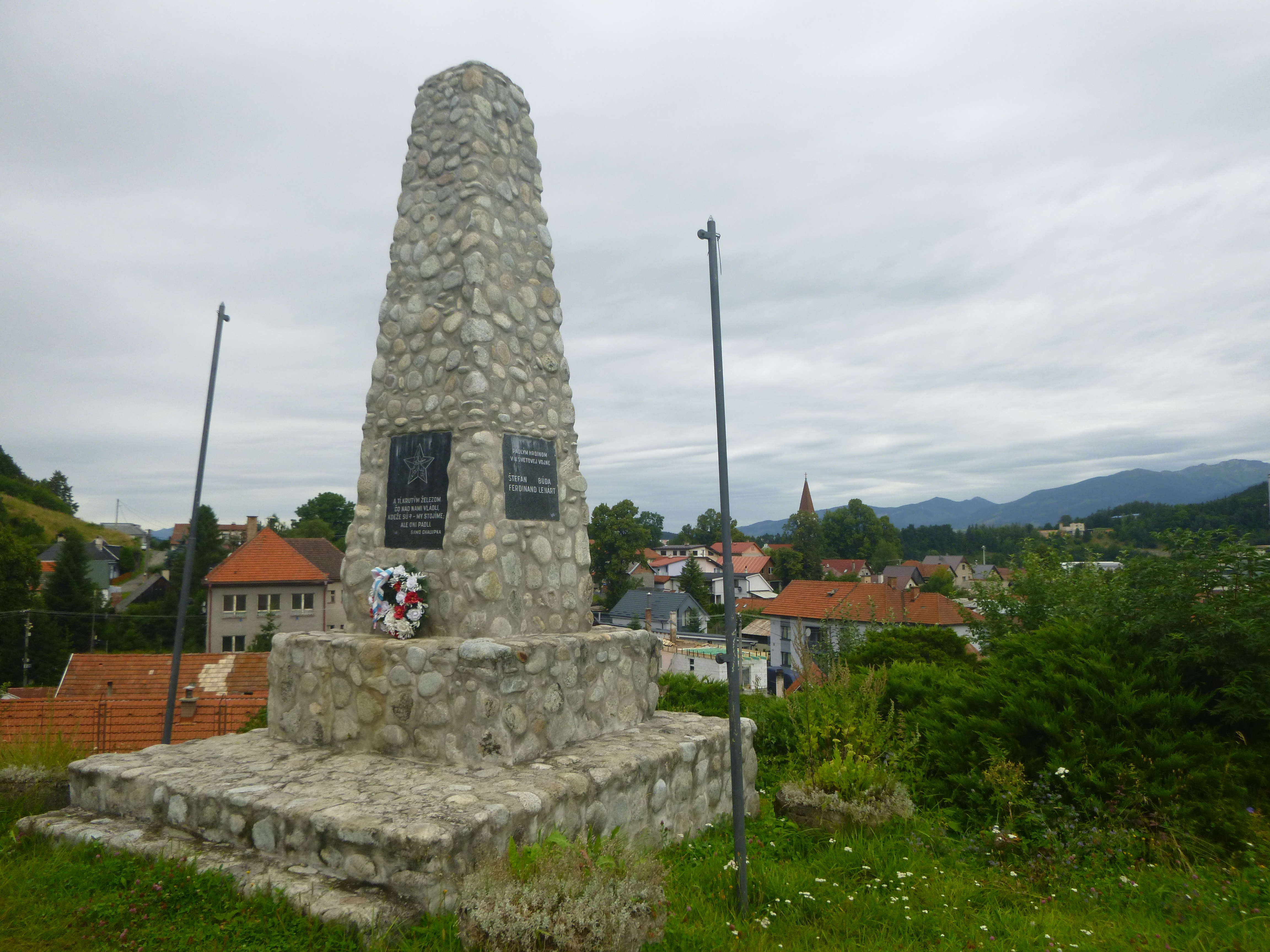
Kriegsdenkmal im Ortskern für die Gefallenen des Slowakischen Nationalaufstands von 1944

Bis 1918 gehörte der im Komitat Liptau liegende Ort zum Königreich Ungarn und kam danach zur Tschechoslowakei beziehungsweise heute Slowakei.
Von 1971 bis 1992 war Liptovská Poruba Teil der Stadt Liptovský Hrádok.

## Bevölkerung
| Jahr                | 1994 | 2004     | 2014    | 2024    |
| ------------------- | ---- | -------- | ------- | ------- |
| Anzahl der Personen | 997  | 1169     | 1172    | 1233    |
| Unterschied         |      | +17,25 % | +0,25 % | +5,20 % |

| Jahr                | 2023 | 2024    |
| ------------------- | ---- | ------- |
| Anzahl der Personen | 1232 | 1233    |
| Unterschied         |      | +0,08 % |

Nach der Volkszählung 2011 wohnten in Liptovská Porúbka 1156 Einwohner, davon 1039 Slowaken, 45 Roma, sechs Tschechen, je zwei Mährer und Polen und ein Russine; zwei Einwohner waren anderer Ethnie. 59 Einwohner machten keine Angaben. 505 Einwohner bekannten sich zur römisch-katholischen Kirche, 331 Einwohner bekannten sich zur evangelischen Kirche A. B., 26 Einwohner zu den Zeugen Jehovas, je fünf Einwohner zu den Siebenten-Tags-Adventisten und zur griechisch-katholischen Kirche, vier Einwohner zur evangelisch-methodistischen Kirche, je zwei Einwohner zur apostolischen Kirche, evangelistischen Kirche und orthodoxen Kirche und ein Einwohner zur reformierten Kirche; ein Einwohner war anderer Konfession. 152 Einwohner waren konfessionslos und bei 120 Einwohnern wurde die Konfession nicht ermittelt.
Ergebnisse nach der Volkszählung 2001 (1140 Einwohner):
| Nach Ethnie: - 86,67 % Slowaken - 11,75 % Roma - 0,79 % Tschechen - 0,26 % Magyaren - 0,09 % Polen - 0,09 % Russinen | Nach Konfession: - 45,18 % römisch-katholisch - 42,46 % evangelisch - 8,16 % konfessionslos - 2,46 % keine Angabe - 0,09 % andere - 0,35 % griechisch-katholisch |

## Bauwerke
- evangelische Kirche aus den Jahren 1914–1918, nach einem Projekt des slowakischen Architekten Milan Michal Harminc
- Denkmal an Gefallene während des Slowakischen Nationalaufstandes

## Verkehr
Liptovská Porúbka ist über eine Kreisstraße von Liptovský Hrádok aus erreichbar (Anschluss an die Straße 1. Ordnung 18). Ebenfalls dort befindet sich ein Bahnhof an der Bahnstrecke Žilina–Košice.

## Söhne und Töchter der Gemeinde
- Jozef Lenárt (1923–2004), slowakischer kommunistischer Politiker